# Schiffshebewerke des belgischen Canal du Centre
Die vier hydraulischen Schiffshebewerke des Canal du Centre in Belgien wurden zwischen 1882 und 1917 erbaut und 1998 in die UNESCO-Weltkulturerbeliste aufgenommen. Sie sind noch weitgehend im Originalzustand erhalten. Seit 2002 fährt die Frachtschifffahrt nicht mehr über die alten Hebewerke, sondern über das neue elektromechanische Schiffshebewerk Strépy-Thieu.

## Geschichte

### Planung und Bau
1802 beschloss Napoléon I., im damals zu Frankreich gehörenden Teil des heutigen Königreichs Belgien einen Kanal von Brüssel nach Charleroi zu den dortigen Steinkohlengruben bauen zu lassen. Dieser Kanal wurde 1832, zwei Jahre nach der Unabhängigkeit Belgiens, fertiggestellt. In der zweiten Hälfte des 19. Jahrhunderts plante man dann, diesen Kanal Charleroi-Brüssel mit dem bereits 1817 eröffneten Canal de Mons à Condé zu verbinden, um der Binnenschifffahrt die Überquerung der Wasserscheide zwischen Maas und Schelde zu ermöglichen. Der neue Kanal wurde später Canal du Centre genannt.
Dabei stellte sich das Problem, zwischen Thieu und Houdeng-Gœgnies auf einer Entfernung von nur knapp sieben Kilometern einen Niveauunterschied von 66 Metern zu überwinden. Zudem gab es auf dem Hochplateau von Charleroi nicht genügend natürliche Wasserläufe, um ausreichende Wasserzufuhr für den Einsatz von Schleusen zu ermöglichen. 1875 ging indes in England mit dem Schiffshebewerk Anderton ein Bauwerk in Betrieb, dessen technisches Prinzip eine Lösung dieses Problems möglich erscheinen ließ. Dieses Hebewerk konnte mit – im Vergleich zu einer Schleuse – extrem geringem Wasserverlust Schiffe über einen Höhenunterschied von rund 15 Meter befördern. Der für den Bau des Hebewerkes Anderton verantwortliche Hydraulikingenieur Edwin Clark präsentierte 1879 einen Plan, um mit Hilfe von mehreren nach dem gleichen Prinzip wie Anderton arbeitenden Schiffshebewerken den Höhenunterschied auf dem Abschnitt Thieu-Houdeng zu überwinden.
1882 stimmte die belgische Regierung diesem Plan zu. Er sah vier Hebewerke von etwa gleichen Abmessungen vor: Das – höchstgelegene – Hebewerk Nr. 1 in Houdeng-Gœgnies mit einer Hubhöhe von 15,397 m, Nr. 2 in Houdeng-Aimeries von 16,934 m und Nr. 3 in Bracquegnies sowie Nr. 4 in Thieu mit jeweils 16,933 m.

### Eröffnung des ersten Hebewerks
Das Hebewerk Nr. 1 wurde am 4. Juni 1888 durch den belgischen König Leopold II. feierlich eröffnet. Pro Hebe- und Senkvorgang wurden jeweils nur rund 200 m³ Wasser verbraucht, gegenüber 3400 m³ Wasser bei einer Schleuse mit entsprechender Fallhöhe. Angesichts der hohen Kosten für den Bau der Schiffshebewerke entbrannten anschließend jedoch heftige Debatten über die Wirtschaftlichkeit des Projekts. Erst 1894 konnten daher zunächst die Maurerarbeiten an den drei übrigen Hebewerken abgeschlossen werden, deren Weiterbau sich bis 1910 verzögerte.

### Eröffnung des Kanals
Wenige Tage nach Beginn des Ersten Weltkrieges 1914 marschierten die Deutschen in Belgien ein. Die deutsche Besatzungsmacht erachtete den Kanal als strategisch wichtig, weshalb sie dessen Weiterbau anordnete. 1917 konnten dann – diesmal kriegsbedingt ohne jegliche Feierlichkeiten – die übrigen drei Hebewerke in Betrieb genommen werden, womit der Kanal auf voller Länge befahrbar war.

### Weltkulturerbe
1998 beschloss die UNESCO, die vier Schiffshebewerke des Canal du Centre in die Liste des Weltkulturerbes aufzunehmen.

### Unfall im Januar 2002
Wenige Monate vor der Eröffnung des neuen Schiffshebewerks Strepy-Thieu kam es am 17. Januar 2002 im Hebewerk Nr. 1 zu einem spektakulären Unfall: Während ein Lastkahn gerade das Hebewerk in die untere Haltung verließ, hob sich plötzlich der Trog. Das Schiff zerbrach dabei in zwei Teile, und der Tormechanismus des Hebewerks wurde zerstört. Glücklicherweise gab es keine Verletzten, die Schiffsbesatzung konnte rechtzeitig von Bord springen. Doch damit war der durchgehende Schiffsverkehr bis zur Eröffnung des neuen Kanalabschnitts am 1. September 2002 unterbrochen.

### Heutiger Betrieb

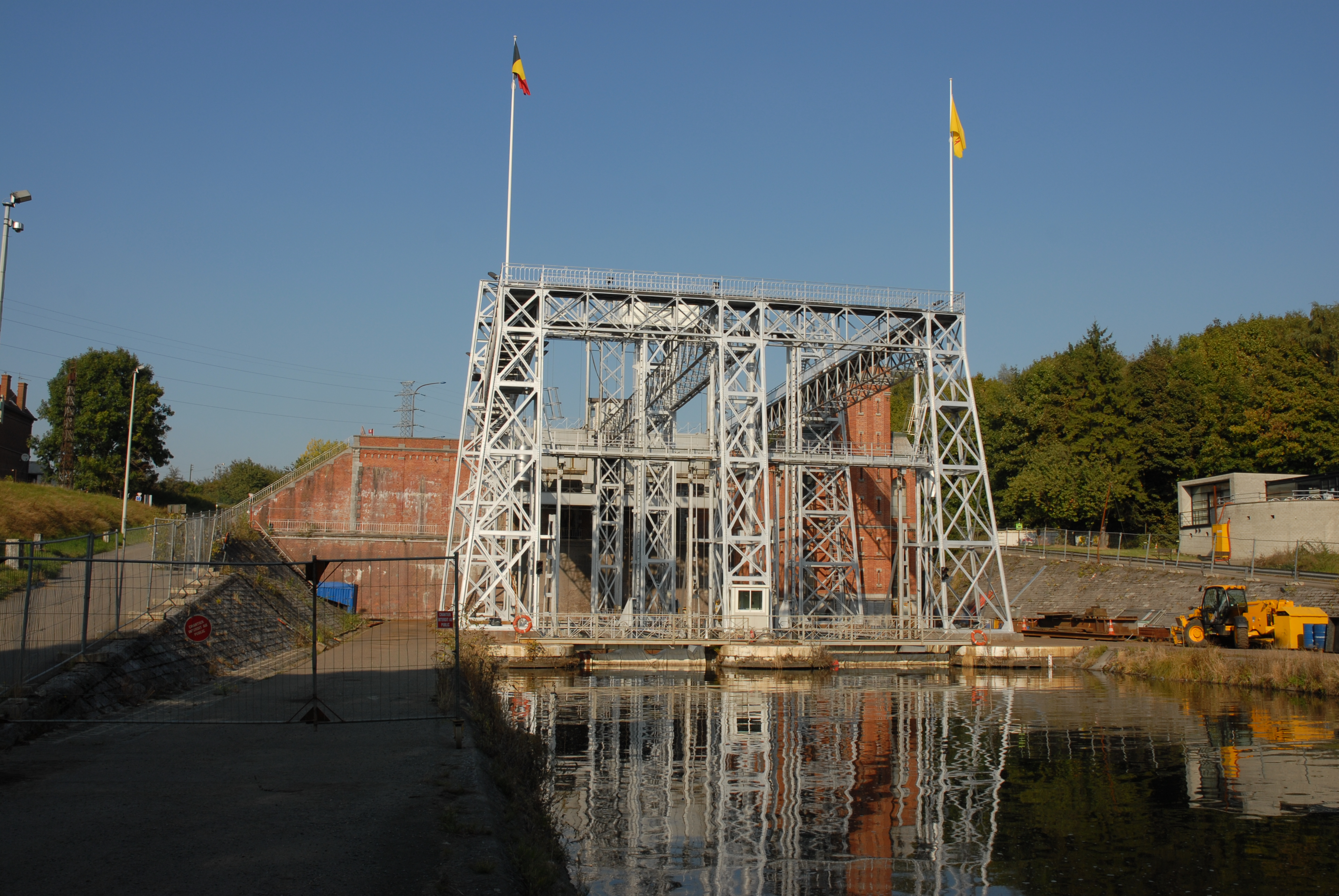
Hebewerk Nr. 1 im September 2009 nach weitgehend abgeschlossener Restaurierung

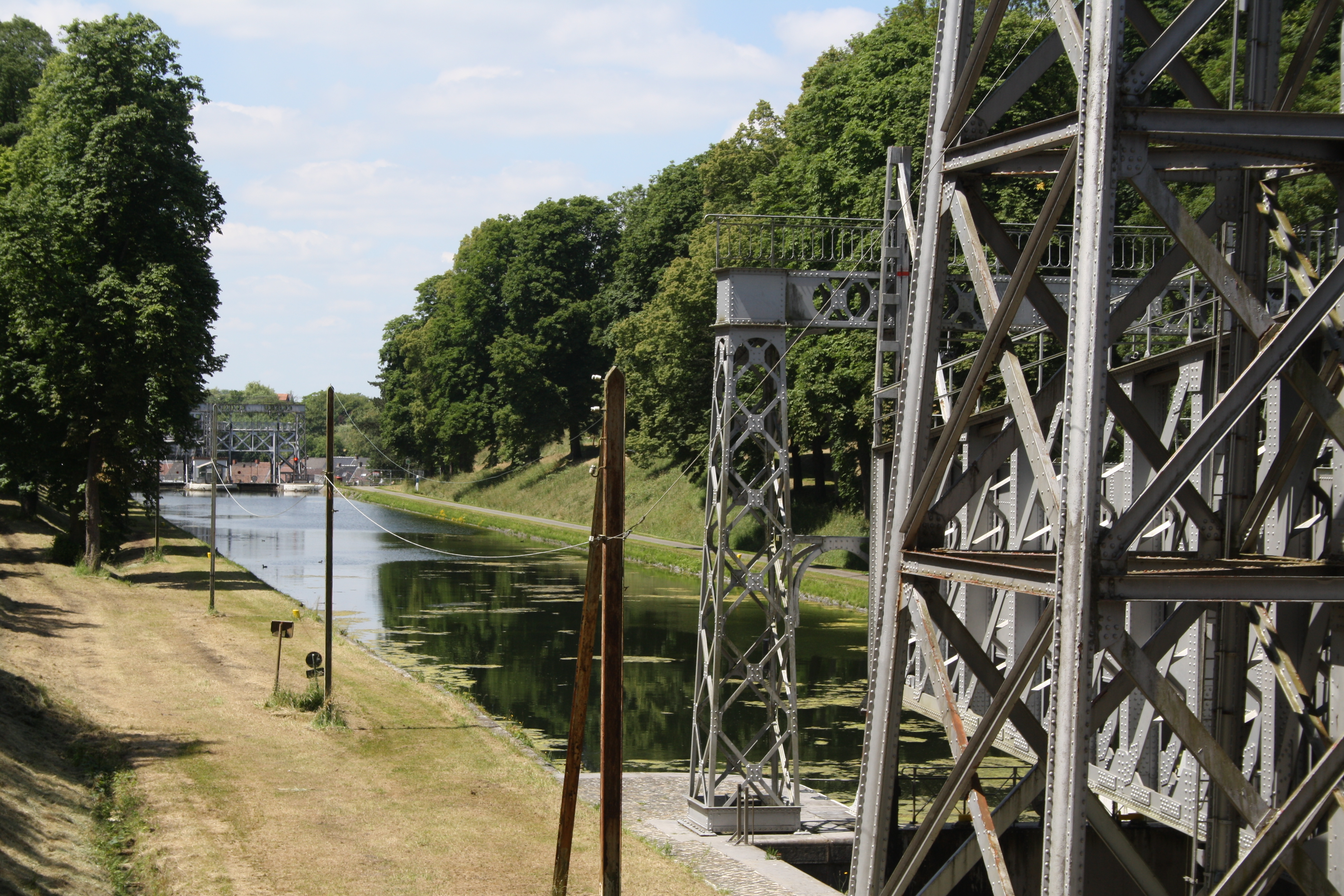
Kurze Haltung zwischen den Hebewerken Nr. 2 (vorn) und Nr. 3 (im Hintergrund)

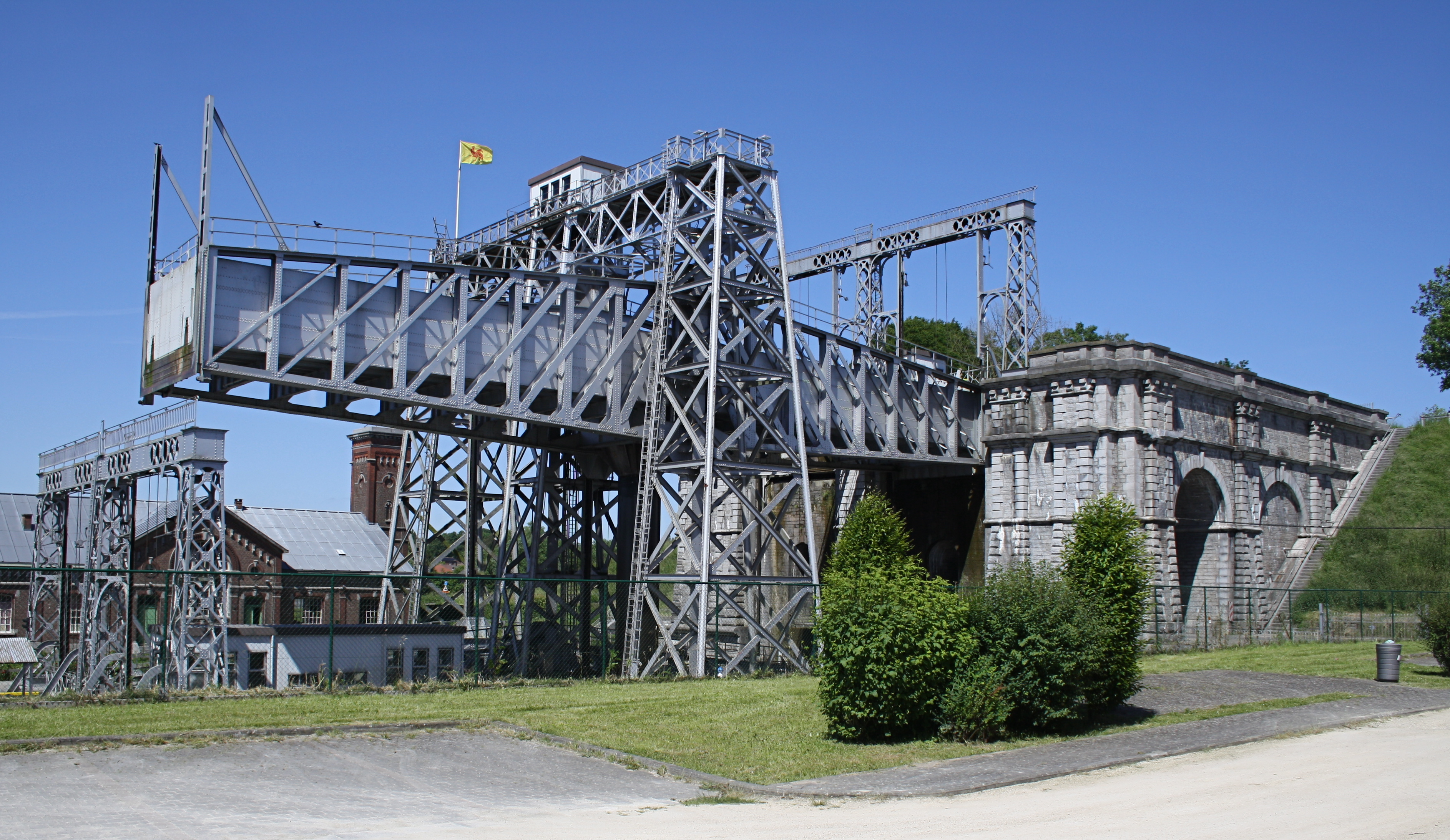
Seitenansicht des Hebewerks Nr. 4

Seit der unfallbedingten Sperrung des Hebewerkes Nr. 1 wurden die übrigen Werke nur noch für die Sport- und Freizeitschifffahrt betrieben. Außer privaten Booten fahren zweimal täglich Ausflugsboote ab dem Unterwasser des neuen Schiffshebewerks Strepy-Thieu durch das Hebewerk Nr. 4, im Anschluss kann der Maschinensaal am Hebewerk Nr. 3 besichtigt werden.
Im März 2005 begannen die Reparatur- und Restaurierungsarbeiten am Hebewerk Nr. 1. Dessen Wiederinbetriebnahme war ursprünglich für das Frühjahr 2009 geplant, dieser Termin konnte jedoch nicht eingehalten werden. Im September 2009 waren die Arbeiten am Oberbau offensichtlich abgeschlossen. Beide Tröge lagen in abgesenkter Position in ihren Betonbetten, waren aber noch nicht wieder geflutet. Im September 2010 war einer der Tröge wieder geflutet, beim anderen wurde noch am oberen Tor gearbeitet. Die feierliche Inbetriebnahme nach der Reparatur erfolgte schließlich am 8. Juni 2011.

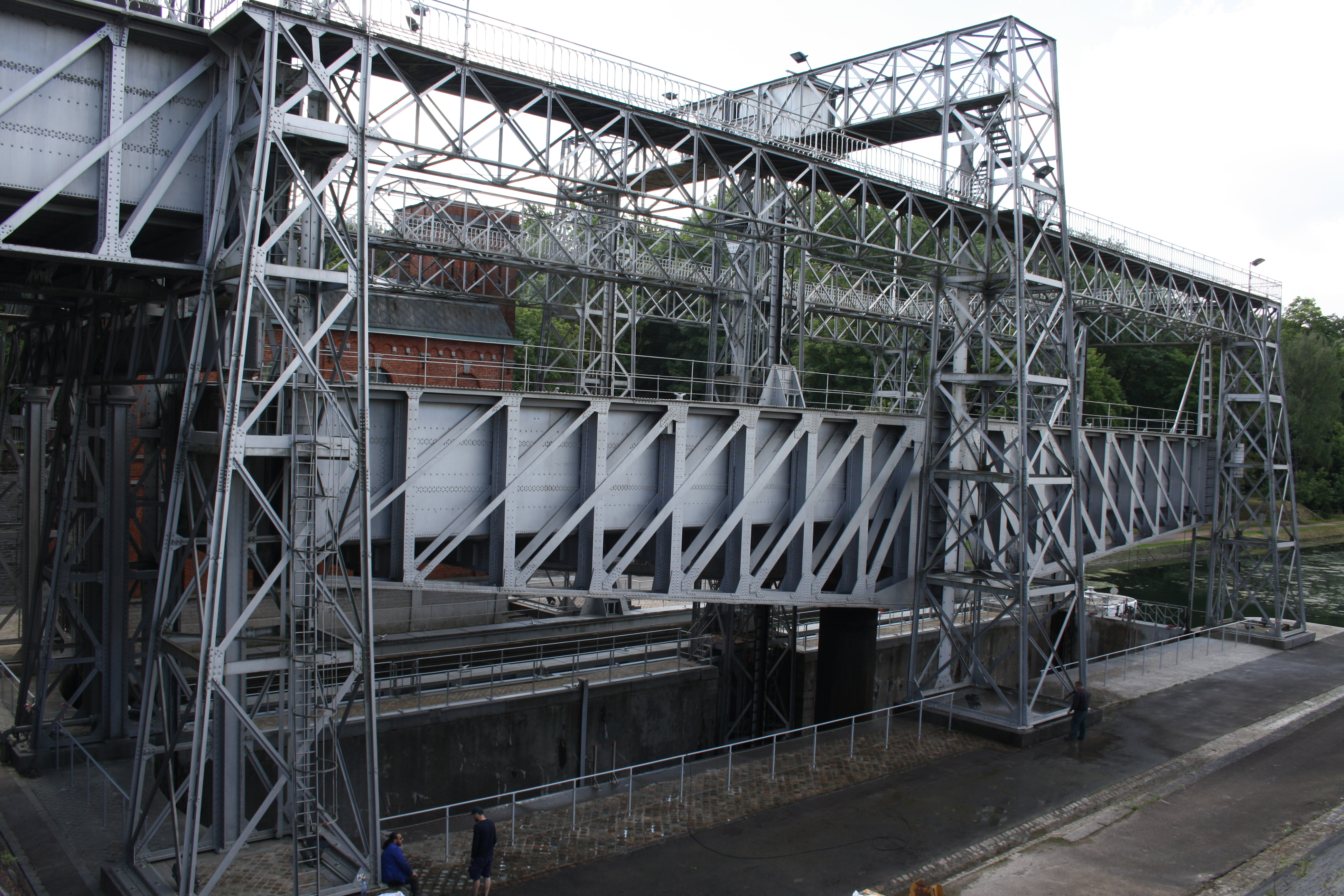
Hebewerk Nr. 1 mit Trögen in mittlerer Position
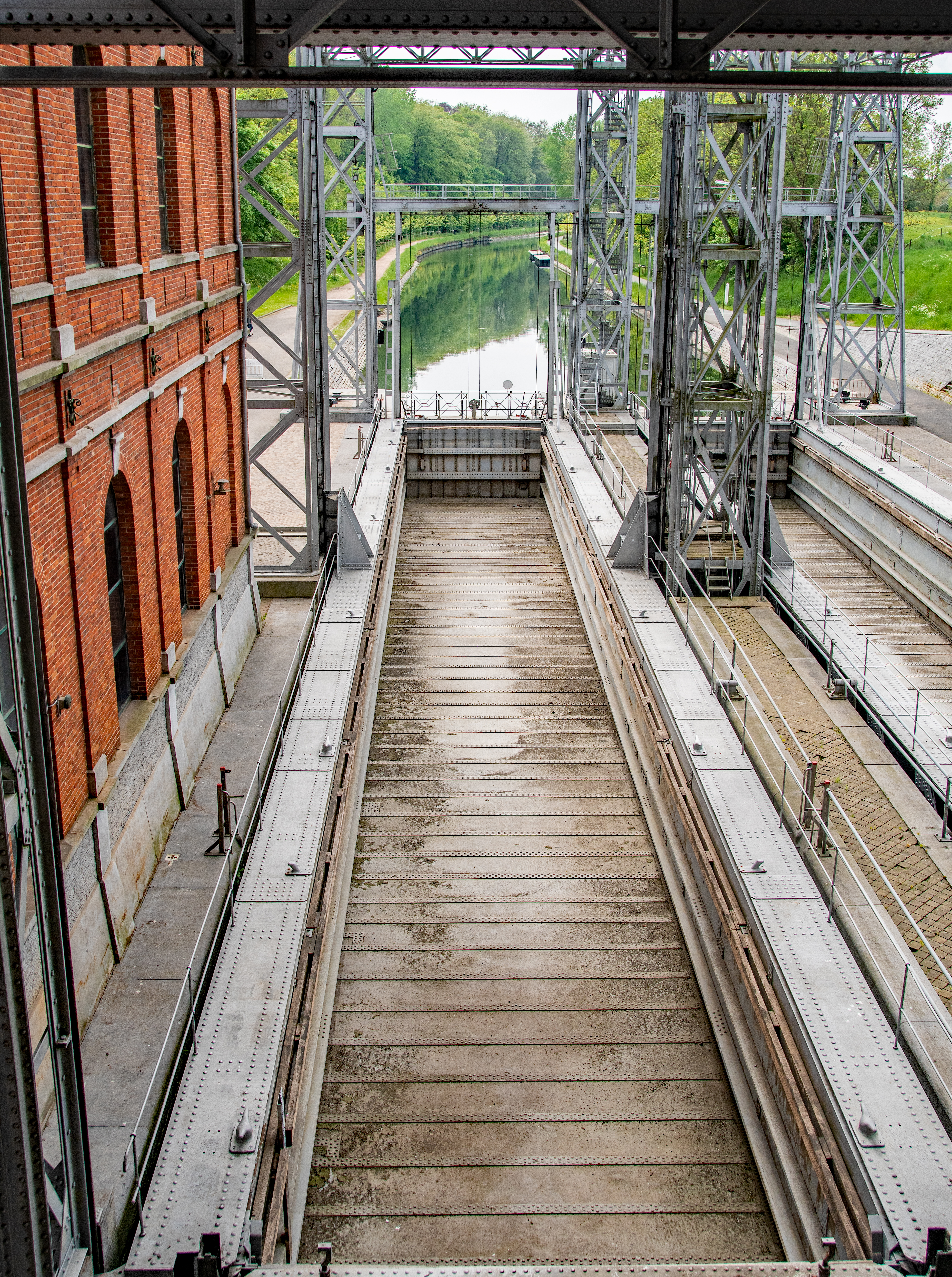
Trockene Tröge des Hebewerks Nr. 1
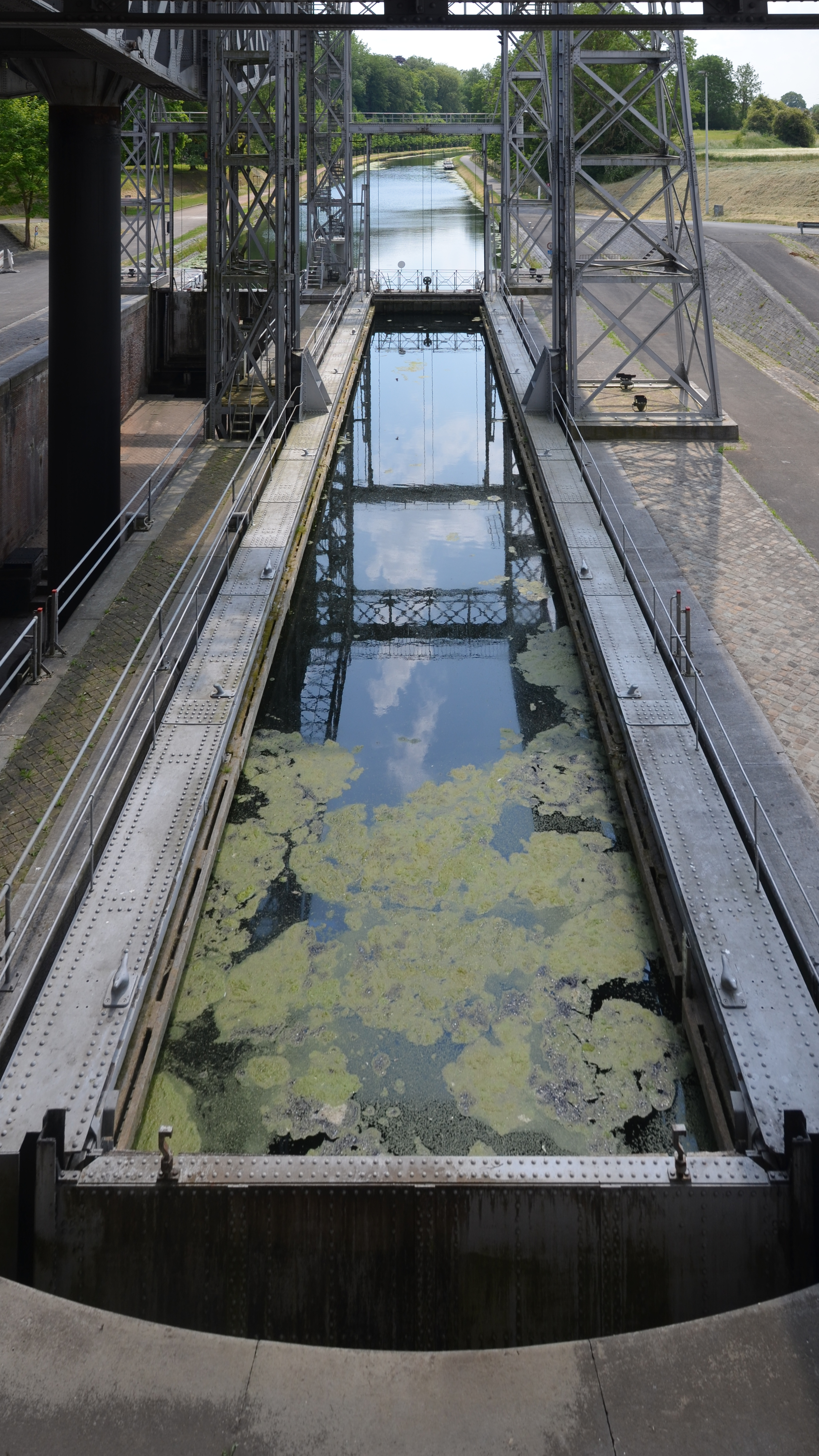
Gefüllter westlicher Trog des Hebewerks Nr. 1
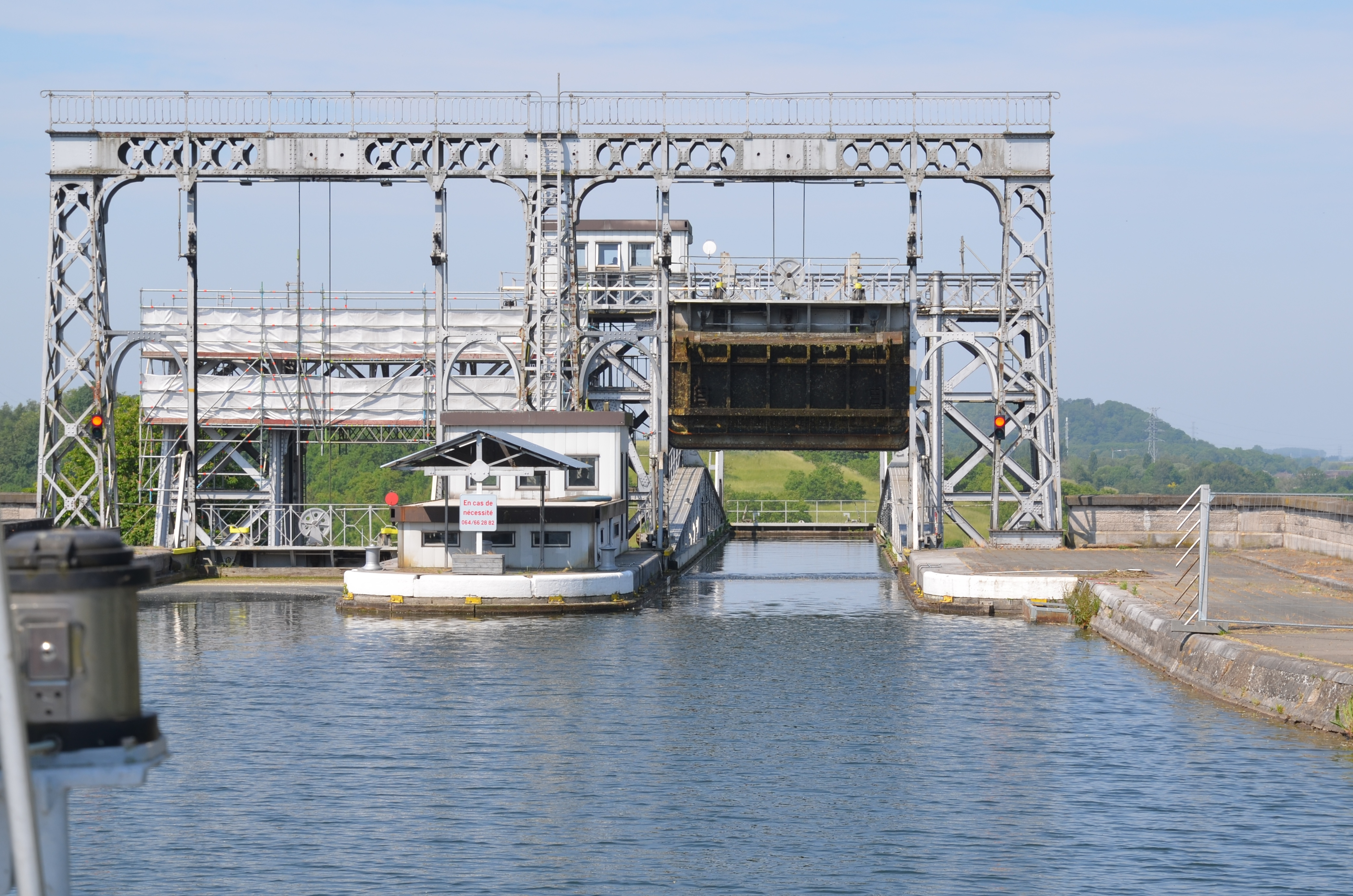
Geöffnete Kanal- und Trogtore am Oberwasser des Hebewerks Nr. 4

## Details

Positionen der Hebewerke (Nummern 1–4).
„A“ ist die Position des neuen Schiffshebewerks Strépy-Thieu.

| Hebewerk | Ort                 | Position                       | Hubhöhe  | Foto  |
| -------- | ------------------- | ------------------------------ | -------- | ----- |
| Nr. 1    | Houdeng-Gœgnies     | 50° 29′ 15″ N, 4° 10′ 32,9″ O  | 15,397 m | Nr. 1 |
| Nr. 2    | Houdeng-Aimeries    | 50° 28′ 57,4″ N, 4° 8′ 32,3″ O | 16,934 m | Nr. 2 |
| Nr. 3    | Strépy-Bracquegnies | 50° 28′ 52,7″ N, 4° 8′ 14,3″ O | 16,933 m | Nr. 3 |
| Nr. 4    | Thieu               | 50° 28′ 17″ N, 4° 5′ 40,2″ O   | 16,933 m | Nr. 4 |

## Technik

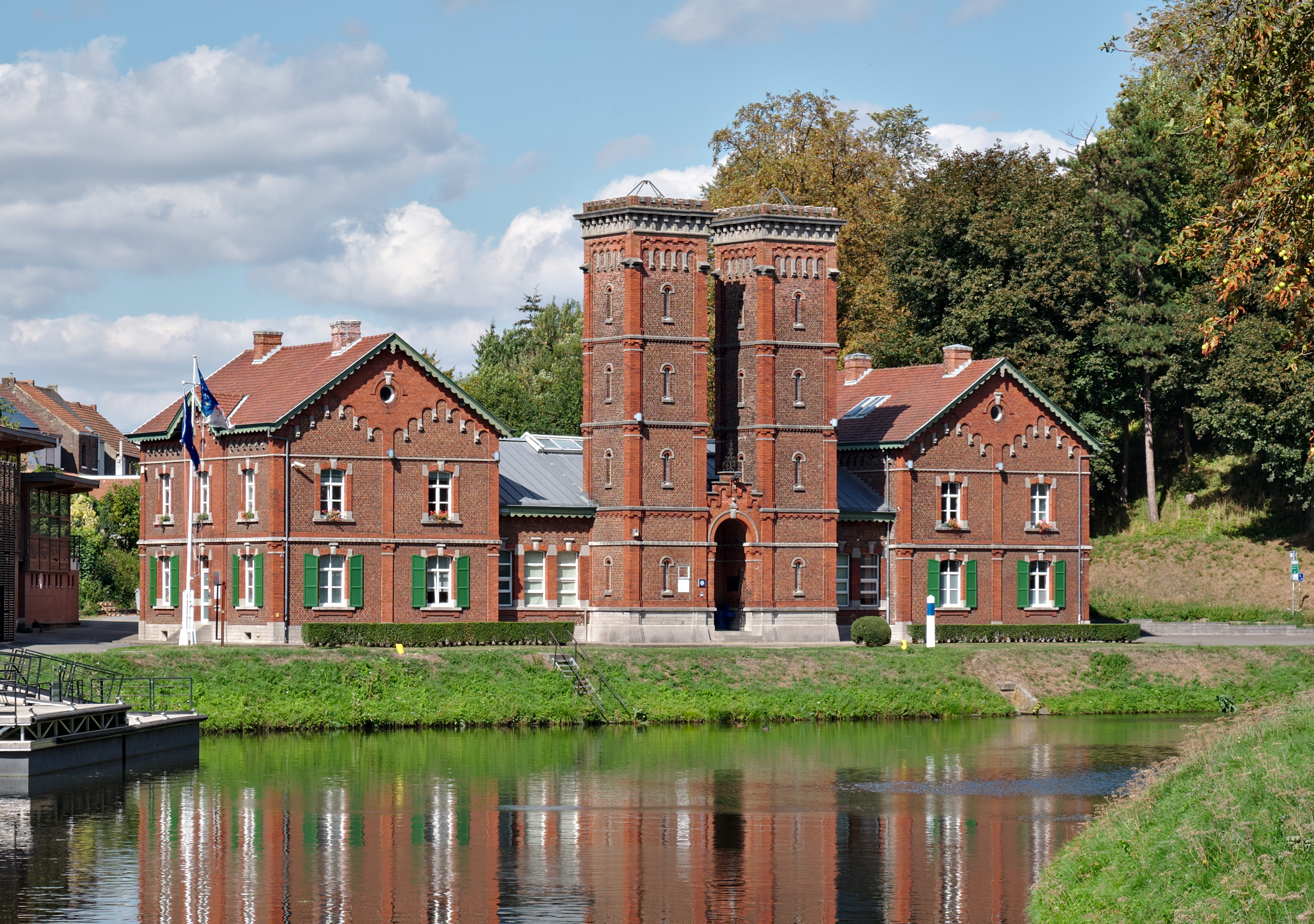
Kraftwerk und Maschinensaal am Hebewerk Nr. 3

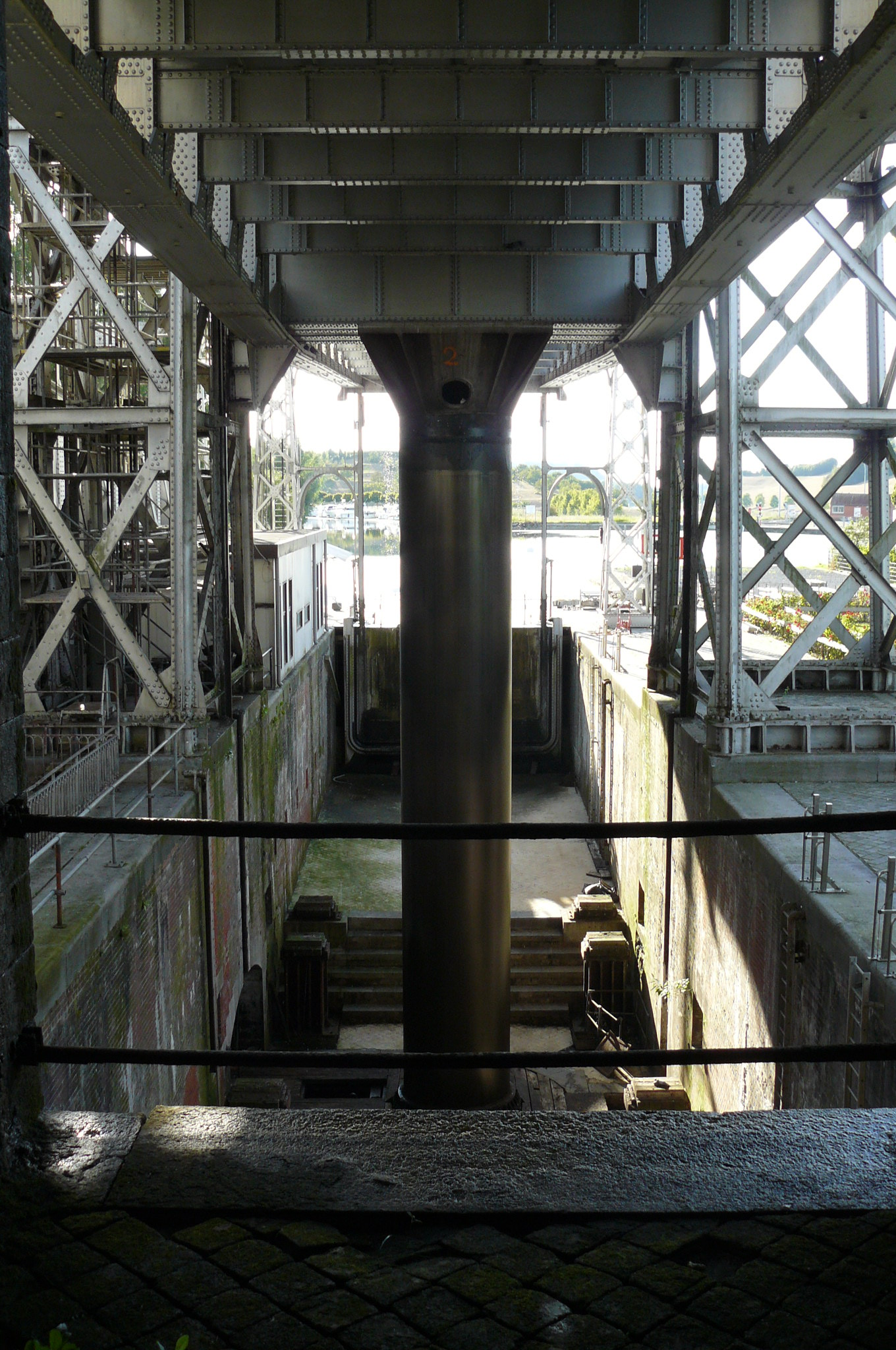
Trockenes Betonbett und Zylinder des nördlichen Trogs des Hebewerks Nr. 4

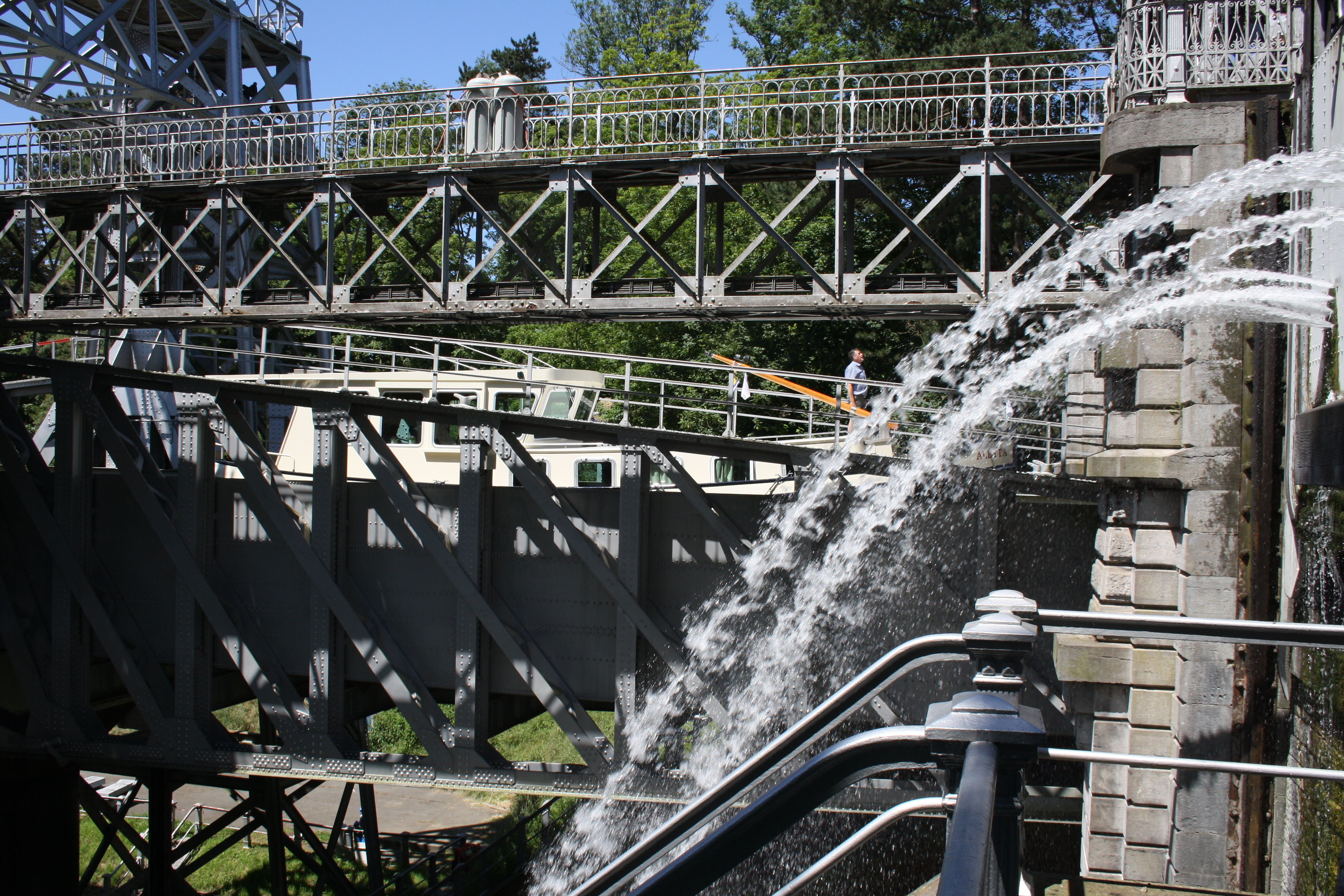
Wasserzufuhr durch Öffnungen im oberen Kanaltor in den sich senkenden Trog am Hebewerk Nr. 3

### Hydraulischer Betrieb
Die vier Presskolben-Schiffshebewerke sind weitestgehend baugleich. Sie funktionieren nach dem gleichen Prinzip und wurden vom selben Ingenieur, Edwin Clark, geplant wie das Schiffshebewerk Anderton in England, sind aber für deutlich größere Schiffe ausgelegt als dieses. Anders als in Anderton und ebenso wie im etwa zeitgleich ebenfalls von Clark entworfenen Schiffshebewerk Les Fontinettes wurden hier von Anfang an Tore auch an den unteren Haltungen geplant, so dass sich die Tröge nicht ins Unterwasser, sondern in ein trockenes Betonbett absenken. Die Hebewerke sind in Zwillingsbauweise ausgelegt, es bewegen sich also immer beide Tröge gegenläufig.
Nicht nur das Hebewerk selbst, auch die meisten Nebenaggregate, wie zum Beispiel die Portalkräne zum Heben und Senken der Tore, werden hydraulisch angetrieben. Der hierfür nötige hydraulische Druck wird in zwei Kraftwerken erzeugt, die sich beim Hebewerk Nr. 1 und unterhalb von Nr. 3 befinden.

### Ablauf eines Hebe-/Senkvorgangs
Nachdem die Schiffe in die jeweiligen Tröge hineingefahren sind, werden die an Portalkränen hängenden Tore abgesenkt. Anschließend löst ein Bediensteter des Hebewerks die Dichtung zwischen Trog und Mauerwerk, so dass das Wasser zwischen Kanal- und Trogtoren ablaufen kann, und hängt die Trogtore aus den Kanaltoren aus.
Danach wird vom Kontrollraum aus über ein Drehgestänge das Ventil zwischen den beiden Hydraulikzylindern geöffnet. Der obere Trog, der aufgrund des höheren Wasserstandes etwa 75 Tonnen schwerer ist als der untere Trog, senkt sich nun ab. Das Wasser, das der Presskolben des sich senkenden Troges im Zylinder verdrängt, fließt durch das Ventil in den anderen Zylinder und hebt somit den anderen Trog hoch. Über das Ventil kann der Wasserfluss zwischen beiden Zylindern und damit die Hebe- und Senkgeschwindigkeit kontrolliert werden.
Ursprünglich sollte der Wasserüberschuss im sich senkenden Trog ausreichend sein, um den gesamten Hebe-/Senkvorgang anzutreiben. Heutzutage wird aber meist nach etwa der halben Strecke dem sich senkenden Trog zusätzlich noch Wasser zugeführt.